# Lobopyge papillata
Lobopyge papillata är en mångfotingart som beskrevs av Carl Graf Attems 1951. Lobopyge papillata ingår i släktet Lobopyge och familjen fingerdubbelfotingar. Inga underarter finns listade i Catalogue of Life.